# ナムーナ
『ナムーナ』 (Namouna) は、エドゥアール・ラロ作曲によるバレエ作品である。

## 概要
1879年にオペラ座の総裁に就任した作曲家ヴォーコルベイユ（Auguste-Edouard Vaucorbeil 1821年 - 1884年）からの依頼で1881年11月から1882年2月までの4ヶ月間で作曲された。この間、ラロは過労が原因で倒れてしまい、第2幕のオーケストレーションについてグノーの助言をもらいながら、なんとか期日どおりにプロローグ付き2幕3場の全曲を完成させている。
初演は、オペラ座にて1882年3月6日に、シャルル・ニュイッテルの台本、リュシアン・プティパの振付、リタ・サンガッリ、ルイ・メラントの主役により行われた。初演当時、まだ19歳だったドビュッシーは『ナムーナ』を「色彩とリズムの最高傑作」と高く評価し、あまりに夢中になりすぎて劇場で騒ぎを起こしたため、退場処分となっている。しかし、バレエ自体は成功せず、主役がラロの音楽を嫌ったこともあり、わずか15回の公演の後、演目から外されてしまっている。
リュシアン･プティパによるオリジナル版は、すでにオペラ座のレパートリーから消えているが、セルジュ・リファール振付による『白の組曲』（Suite en blanc、1943年）にこのバレエ曲の抜粋が使用されている。 
なお、ピーター・ライトやジャック･カーターなどが、この作品の再振付を手がけていて、カーター版については牧阿佐美バレヱ団のレパートリーにもなっている。

## 登場人物
- ナムーナ ： 女奴隷。オッタヴィオに解放される。
- オッタヴィオ ： 若い貴族。
- アドリアーニ ： 裕福な航海業者。ナムーナの持ち主。
- ヘレナ ： オッタヴィオの許婚。

## あらすじ
原作はカサノヴァ伝説に基づくミュッセの詩。舞台はギリシャ、イオニア海に浮かぶコルフ島。

### プロローグ
コルフ島の賭博場。アドリアーニとオッタヴィオは賭けを行うが、アドリアーニは勝利の女神に見放され、ことごとく負けてしまう。とうとう自分の持ち船と秘蔵の女奴隷ナムーナを賭けるが、それでも負けてしまい財産を失う。だが、オッタヴィオはナムーナを奴隷の身から解放しただけで、賭けで得た残りの財産は全てアドリアーニに返却して鷹揚なところを見せる。それにもかかわらず、アドリアーニはオッタヴィオに対して恨みを持つ。

### 第1幕
コルフ島の朝の広場。オッタヴィオが許婚であるヘレナと一緒に窓辺でセレナードを歌っていると、アドリアーニが登場、賭けの恨みからオッタヴィオに決闘を申し込む。そこへヴェールを被った女（実はナムーナ）が現れ、妖艶な踊りで決闘を止めさせてしまう。オッタヴィオはヘレナから邸に入るよう誘われるが、アドリアーニに雇われた刺客に襲われる。刺客は撃退したが、命が危ないことを悟ったオッタヴィオは、再度登場したナムーナにしたがって、船で海へと旅立つ。

### 第2幕
ナムーナは奴隷商人アリの島にオッタヴィオを匿う。ヴェールを脱いだナムーナの美貌にオッタヴィオは魅かれるが、まもなくアドリアーニと部下が島へ上陸する。ナムーナは酒と踊りで彼らを酔わせて島を脱出しようとするが、アドリアーニが酔いから覚めナムーナ達を追い詰める。その時、ナムーナの従僕アンドリスクがアドリアーニを刺し殺し、オッタヴィオとナムーナは船に乗って旅立って行く。

## 組曲
ラロは舞台初演後、全23曲のうちから3つの管弦楽組曲を編曲している。このバレエからの組曲(もしくは、それらからの指揮者の抜粋)はしばしば演奏され、第1組曲全曲はエルネスト・アンセルメ、ジャン・マルティノン(共に組曲に含まれていない、「煙草のワルツ」も録音)、ポール・パレーなどによって録音も行われている。
第1、第2組曲はそれぞれ5曲ずつ、第3組曲は3曲で編成されている。

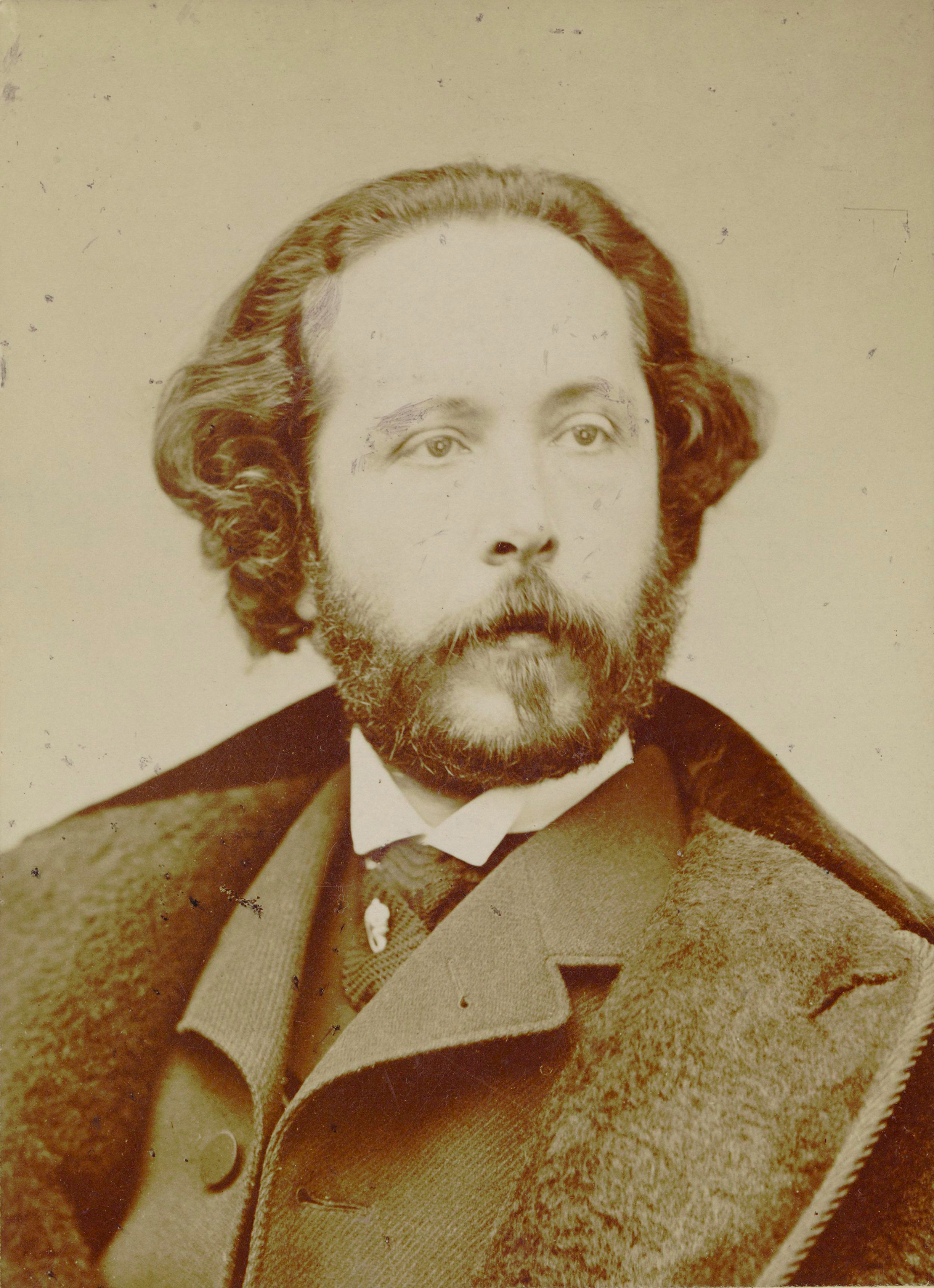
エドゥアール・ラロ 1865年時

### 第1組曲
1. 前奏曲（Prélude）
2. セレナード（Sérénade）
3. 主題と変奏（Themè varié）
4. 市場の行列（Parade de foire）
5. 異国の祭り（Fête foraine）

### 第2組曲
1. モロッコ舞曲（Danse marocaine）
2. マズルカ（Mazurka）
3. 昼寝（La Sieste）
4. シンバルの踊り（Pas de Cymbales）
5. プレスト（Presto）

### 第3組曲
1. メヌエット（Menuet）
2. タンブーラン（Tambourin）
3. 速いワルツ